# Случај Блајбург
Случај Блајбург, познат као Блајбуршки масакр, односи се на одмазду Југословенских партизана маја 1945. према десетинама хиљада војника и цивила повезаних са снагама Осовине, који су побегли из Југославије па враћени назад. Убијено је на хиљаде људи, а многи су били злостављани и присиљавани на дуге маршеве у радне логоре. Догађај је добио име по корушком пограничном месту Блајбург на аустријско-словеначкој граници где се одиграо највећи број репатријација. Убијени су припадници или сарадници нацистичких режима од стране припадника Југословенске армије. Међу настрадалима је највише било Хрвата, припадника усташа и домобрана.
Још увек је неутврђен број војника НДХ погинулих у низу борби против партизана у операцији повлачења према словеначко-аустријској граници. Не постоје тачни подаци колико је војника погубљено, углавном без суђења као чин освете за усташке злочине у НДХ током рата, а колико њих је погинуло у борби. Из тог разлога, остаје отворено питање о обиму злочина, који су у том случају починили партизани, практикујући доктрину „преког суда“ према заробљеницима. Борбе су се наставиле у Словенији и тешко је проценити број жртава на Блајбуршком пољу у поређењу са онима који су пронађени у јамама у околини Марибора и широм Словеније.
Док су у последњих 16—17 година документовани усташки злочини за време Другог светског рата на просторима бивше Југославије, углавном у Хрватској и Босни и Херцеговини, умањивани а у екстремно националистичким круговима и потпуно негирани, Блајбург је постао једна од централних тема у хрватским медијима, експлоатисана ради стварања националног мита о патњи хрватског народа са циљем хомогенизације Хрвата у процесу стварања самосталне хрватске државе.

## Позадина
Врховни командант партизанских снага, маршал Јосип Броз Тито је 30. августа 1944. године понудио амнестију припадницима Хрватског и Словеначког домобранства и четницима ако се одлуче да пређу на партизанску страну до 15. септембра. Припадници усташког режима, Српског добровољачког корпуса и Руског заштитног корпуса били су изузети од амнестије, као и они који су починили злочине. После тог рока, сви они који не пређу на страну партизана би били сматрани издајницима и изведени пред народне судове. Овај позив је имао велики утицај на колаборационистичке снаге, нарочито на припаднике Хрватског домобранства, који су масовно дезертирали.
Хрватске оружане снаге су реорганизоване у новембру 1944. године да обухвате јединице Усташке војнице и Домобранства. Током рата, третман заробљених домобрана је био релативно благ. Партизани би обично понижавали заробљене домобране и слали кућама ако нису желели да се придруже устанку. Међутим, када је Павелић 13. јануара наредио да се Домобранство стопи са Војницом, угрозио је животе целе силе од око 280.000 људи ако би били заробљени.
Поразом нацистичке Немачке пропаст НДХ је постала неизбежна, па је хрватска влада одлучила да пребаци своје оружане снаге у Аустрију, надајући се да ће те јединице постати језгро нове хрватске војске која ће ратовати на страни западних Савезника против Совјета и југословенских партизана. За војском је пошло неколико хиљада цивила, који су се плашили партизанске одмазде. Осим Хрвата, према Аустрији и Италији повлачили су се припадници Вермахта, четници, љотићевци и словеначки домобрани, који су размишљали исто као и оружане снаге НДХ. Сви су повлачили борећи се против јединица Југословенске армије, чиме су се ставили изван заштите ратног права јер рат је већ службено био готов.
Неке су јединице оружаних снага НДХ, у ствари здружене домобранско-усташке јединице (иако су усташке формације и даље носиле своја истакнута обележја), прешле на аустријску територију. Међутим, будући да су њихове колоне биле дуге вероватно 45–60 km, многи су и даље били на југословенској територији, док су њихови представници преговарали о предаји са британским и партизанским представницима. Хрватска делегација, који су чинили бивши усташки генерали Иво Херенчић и Вјекослав Серваци и пуковник Данијел Цријен, покушали су да договоре предају са британским бригадним генералом Патриком Скотом о предаји. Партизански делегацију су на преговорима представљали потпуковник Милан Баста, политички комесар 51. војвођанске дивизије, и потпуковник Иван Ковачич. Скот је на темељу немачке одредбе о капитулацији одбио да прими њихову предају и наложио им да се предају партизанима и запретио да ће их он предати партизанима ако одбију. Скот у ствари није имао довољно војске да брине о ратним заробљеницима, којих је по, (преувеличаним) тврдњама било око 200.000 војника, које је пратило неких 500.000 избјеглица. Скот није имао ни услове ни средства да збрине такву масу људи. Британски извештај говори само о око 25.000 припадника оружаних снага НДХ на подручју које су у Аустрији контролисали Британци. Још један разлог за британско неприхватање предаје био могао бити страх од сукоба са партизанима. Баста је дао ултиматум Хрватским оружаним снагама да се предају у року од једног сата. Усташки официри су се повукли и покушали да пошаљу Британцима нову делегацију на челу са генералом Славком Штанцером. Међутим, друга делегација се изгубила на путу и ушетала право у штаб 51. војвођанске дивизије, где је одмах ухапшена. У међувремену партизани су заробили неколико водећих усташких официра, укључујући генерала Сервација и пуковника Фрању Судара. Челницима оружаних снага НДХ постало је очито да није било алтернативе, па су се након истека ултиматума оружане снаге НДХ предале партизанима.

## Хрватске процене броја жртава
Срећко Пшеничник, зет Анте Павелића на комеморацији блајбуршким жртвама 29. априла 1990. године говорио је о 10.000 жртава. Жерјавић сматра да је број жртва укупно око 50.000. По њему је на Блајбургу побијено 36.000 Хрвата, Словенаца 8.000—10.000, Муслимана 5.000, те четника 2.000. Та процена је извршена 1990. године. Година процене је изузетно битна јер су се током деведесетих блајбуршке жртве увећавале невероватном брзином. Већ средином деведесетих говори се о 80.000 жртава које ће се убрзо заокружити на 100.000 настрадалих. Ускоро су и те бројке постале застареле јер се приликом годишњица чешће говорило о 200.000 жртава.
Највећу бројку до сад је дала је Саборска комисија. По њој је страдало равно 600.000 људи. Истовремено са множењем блајбуршких жртава, мењала се и структура жртава. Док се у почетку говорило о убијеним војницима, ускоро се чуло да је било и цивила, а затим и да су више од половине жртава у ствари били цивили. У исто време и истим интензитетом се смањивао број јасеновачких жртава.

## Књига Николаја Толстоја
Један од ретких страних историчара који је нешто писао о догађајима у Блајбургу био је британски историчар руског порекла Николај Толстој. Против њега је у Уједињеном Краљевству покренут судски поступак због ширења клевета. Толстој је емигрант из СССР и могуће је да је лично гајио негативне сентименте према комунизму. Године 1986. је објавио књигу „Министар и покољи“ у којој се бави углавном судбином Козака који су се борили на страни Трећег рајха. По Толстоју, све заробљене Козаке Британци су предали совјетским снагама које су их поубијале. У књизи су узгред споменуте и предаје квислинга са подручја Југославије Титовим снагама. Толстој сматра да су Британци том предајом квислинга Титовим бољшевицима аутоматски потписали смртну пресуду тим људима.
Књига је изазвала судски спор у Великој Британији који је покренуо лорд Алдингтон. Британски историчари су Толстоја оптуживали да је због властите опсесије чињенице износио селективно, а затим извлачио ничим доказане смеле закључке и оцене.
Толстој је судски спор изгубио, оптужен је за клевету, а књига је забрањена. Његов случај у Великој Британији је убрзо заборављен, али у Хрватској није. Као једини страни писац који је о Блајбургу нешто писао у Хрватској је често цитиран да би се дала веродостојност причи о страшном масакру на Блајбургу. Могуће је да је случај са Толстојем у ствари и покренуо толико интересовање за Блајбург у Хрватској јер се о томе до тада није много ни писало ни говорило осим у литератури и штампи усташке емиграције. О Блајбургу је писала усташка емиграција, али су цифре значајно варирале. Само пар страних аутора је то пренео, али не тврдећи да је то тачно већ само да тако тврди хрватска емиграција.

## Перцепција Блајбурга у свету
У свету се о случају Блајбург мало говори. Страни новинари ретко су писали о Блајбургу, најчешће преносећи локалне изворе. Тако је Миша Глени, британски новинар, који је дуго времена провео извештавајући с ратних жаришта, написао књигу о бившој Југославији. У њој преноси и хрватске изворе о случају Блајбург. У време док је писао књигу била је актуелна цифра од 80.000 па је и он преноси. У специјалном додатку загребачког Вјесника о Блајбургу из 1990. године наводи се и то на какав је начин тај случај третиран у историографији. Партизански генерали, и њима наклоњени аутори нису писали о егзекуцијама, већ само о завршним операцијама у Словенији.
Тешко је пронаћи изворе који нису пристрасни и тендециозни, па су проблематични при научним анализама. Николај Толстој у књизи „Отворени досије Старта-Блајбург“ из 1990. године тврди да је 5. британски корпус изручио партизанима 26.339 људи, а од тога 12.196 Хрвата, 5.480 Срба, 8.263 Словенца и 400 Црногораца. Изручене су усташе, словеначки квислинзи, љотићевци, недићевци, четници и домобрани.
Славко Голдштајн је у интервјуу Фералу дао своју процену. Његова цифра је 20.000 и каже да су страдали највише припадници Црне легије који су покушали неки отпор, а егзекутори су припадници ОЗН-е. Голдштајн је међутим изричит да су цивили пуштени кућама и да међу страдалима није било цивила.
У интервјуу радију „Слободна Европа“, саветник председника Месића признао је да је његов стриц као домобран био заробљен на Блајбургу, затим пуштен, те да се вратио у Загреб. Има 80 година и жив је и данас. Више пута му је рекао да је сва та прича око Блајбурга лаж и да се на Блајбургу десила само предаја. Јукић заључује да су се егзекуције вероватно дешавале не на блајбуршком пољу већ око Дравограда и Марибора. Он претпоставља да на Блајбургу није било егзекуција јер су у близини били Енглези, који су изручили те људе.

## О пропаганди и чињеницама
О броју цивила избеглица предатих Титовим партизанима (чије етничко порекло није познато), британски историчар Кристофер Букер (Christopher Booker) каже:

Толстој је реконструисао шта се десило када је, 31. маја, командант војног кампа у Виктригу, поручник Амес, обавестио да је примио наредбу да 2.700 цивила избеглица из мајора Баре кампа одведе у Розенбах и Блајбург да би их предао Титовим партизанима.

Најопсежнију анализу извора надуваних бројева је дао британски историчар Д. Б. Макдоналд:

Насупрот Јасеновцу, најнепристраснији историчари своде број мртвих на доста мањи број, сугеришући да Блајбург ни на који начин није значајан као што је највећи логор смрти у Југославији … Џаспер Ридли покушава да нађе прецизније бројеве, мада нема сигурног начина да се дође до тога … Од ових, он је приметио да су Савезници пристали да предају 23.000 партизанима између 24 и 29. маја - мешавину Словенаца, Срба и Хрвата. Извештаји из тога доба, према Ридлију, показују да свих 23.000 није побијено.

Ридли у његовој књизи Тито, која је класификована као фикција, не цитира документе — већ се задржава на позивању на неодређене 'извештаје из тога времена' — ако се упореди са Букером који се позива на документе које је нашао у архивима британске армије из Другог светског рата. Макдоналдов коначни закључак је:

Надувавање броја мртвих код Блајбурга има неколико степена значајности. Прво, даје Хрватима масакр који су извршили Срби и-или комунисти, што им допушта контрирање геноциду Срба у Јасеновцу. Друго, допушта Хрватима да се дистанцирају од Срба и комунистичког режима који су извршили овај масакр. Тиме они могу да прикажу Хрватску као невољнога члана СФРЈ, више као затвореника него као конститутивни народ. Треће, претрпјевши такав масакр, Хрвати су прошли свој сопствени крижни пут, што се често истиче у хрватској штампаној речи.

Кристофер Брукер је објавио детаљну анализу блајбуршке контроверзе у својој књизи A Looking Glass Tragedy. The Controversy Over The Repatriations From Austria In 1945. Идеја водиља ове књиге је дата у рецензији саме књиге.

Многи масакри описани у грозним детаљима никад се нису ни десили. По начину на који Букер описује како је дошло до тога да се прича о репатријацији презентује тако искривљено, сама књига постаје студија људских жеља да се створи жељена верзија историје, чак и кад је чињенице побијају.

Његово истраживање је у целини сумирано у глави 12 — Блајбург, масакр који се никад није десио. Главни закључци његовог истраживања су:
 а) постоји само девет докумената у архивима британске армије из Другог светског рата у вези са Блајбургом од маја 1945. године. У њима нема никаквих трагова да је у Блајбургу или у његовој околини, чак дубоко на југословенској територији, почињен икакав масакр, и
б) Толстојеви „непристрасни“ докази да се масакр догодио долазе од три „очевица“ које он цитира у детаље — интервјуисана у детаље када је он писао своју књигу 40 година касније. Све чињенице у Толстојевој књизи долазе од препричавања оних који тврде да су сведоци догађаја.

### Чланци
- Vuletić, Dominik (децембар 2007). „Kaznenopravni i povijesni aspekti bleiburškog zločina”. Lawyer (на језику: Croatian). Zagreb, Croatia: Pravnik. 41 (85): 125—150. ISSN 0352-342X. Приступљено 24. 3. 2015.